# 데즈뇨프곶

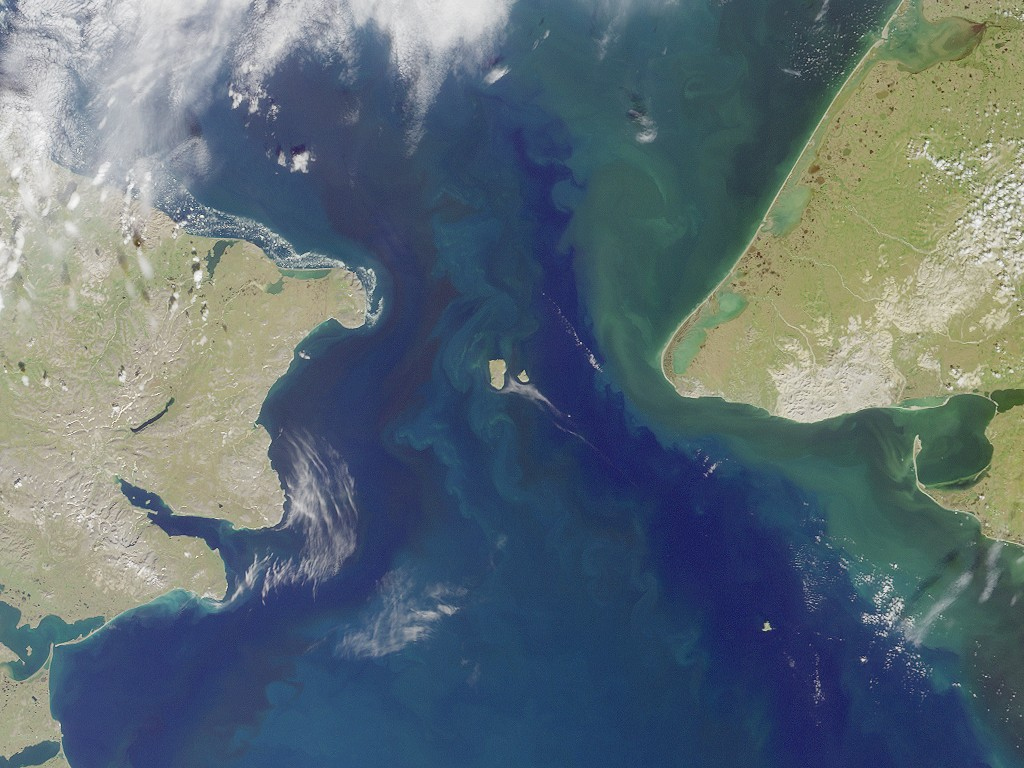

데즈뇨프곶(러시아어: Мыс Дежнёва)은 러시아 축치반도에 있는 곶이다. 아프로·유라시아 대륙의 최동단이기도 하다. 곶 명칭은 러시아 탐험가 세미온 데즈뇨프에서 유래되었다.
로마자로는 데주네프(Dezhnë v)로 표기한다.